# Сагаан-оол, Карим Байлак-оолович
Карим Байлак-оолович Сагаан-оол (род. 20 ноября 1977) — российский государственный и политический деятель, мэр города Кызыла Республики Тыва.

## Биография
Получил высшее образование в Томском политехническом университете (специальность «Промышленная теплоэнергетика»), и в Томском университете систем управления и радиоэлектроники (специальность «Антикризисный управляющий»). Также окончил Сибирскую академию государственной службы по специальности «Юриспруденция». Имеет ученую степень кандидата экономических наук.
Начал трудовую деятельность ещё в студенчестве. Подрабатывал грузчиком четвёртого разряда и вальцовщиком резинотехнических изделий на Заводе резиновой обуви.
После окончания университета в 2000 году начал работу в Службе по тарифам Республики Тыва: прошёл путь от специалиста до руководителя Службы за 5 лет и затем ещё 3 года возглавлял Службу.
В 2008 году был назначен Министром энергетики и промышленности Республики Тыва, занимал эту должность в течение 4 лет. В 2013 году возглавил администрацию Чеди-Хольского кожууна.
С декабря 2016 года работал управляющим директором-первым заместителем генерального директора АО «Тываэнерго».
В сентябре 2018 года на выборах в Хурал представителей города Кызыла V созыва был избран депутатом по Центральному одномандатному избирательному округу (№ 7), набрав 1774 голоса.
С 1 ноября 2018 года приступил к исполнению обязанностей мэра города Кызыл (29-й мэр с момента введения данной должности). За его назначение (по итогам конкурса) единогласно проголосовали депутаты Хурала представителей г. Кызыла.
Член Регионального политсовета «Единая Россия».
Женат, воспитывает четверых детей.

## Награды
- Памятный юбилейный знак «65 лет Победы»[1]
- Медаль МЧС России «Маршал Василий Чуйков»
- Медаль «100-летие единения России и Тувы и 100-летие основания г. Кызыла»